# Wireless Distribution System
Wireless Distribution System (WDS) — устаревшая
технология, позволяющая расширить зону покрытия беспроводной сети путём объединения нескольких WiFi точек доступа в единую сеть без необходимости наличия проводного соединения между ними (что является обязательным при традиционной схеме построения сети). Отличительной чертой технологии по сравнению с другими решениями является сохранение MAC-адресов клиентов сети.
Точка доступа в WDS сети может работать в режиме основной, релейной или удаленной базовой станции.
Основные базовые станции, как правило, подключены к проводной сети, удаленные базовые станции служат для подключения клиентов беспроводной сети, а релейные станции служат для связи основных и удаленных станций, выполняя функцию усилителя и ретранслятора сигнала.
Все базовые станции WDS сети должны быть настроены на использование одной и той же частоты, метода шифрования и ключа шифрования. В то же время допускается использование различных SSID.
WDS может обеспечивать два режима для соединения точек доступа:
- Режим беспроводного моста, где устройства (WDS AP) сообщаются между собой и не обеспечивают доступа для других беспроводных станций или клиентов.
- Беспроводной повторитель/репитер.

Отрицательные стороны WDS:
- пропускная способность сети падает до 50% по сравнению с обычным подключением;
- уменьшается скорость работы по WiFi так как для связи точек используется один канал;
- проблема совместимости между разными производителями;
- номер канала должен быть всегда постоянным;
- устаревшее оборудование поддерживает шифрование только WEP (большинство современных Wi-Fi роутеров поддерживают работу WDS при использовании шифрования WPA).

Положительные стороны WDS:
- отсутствие проводного соединения между точками доступа Wi-Fi;
- сохранение MAC-адресов клиентов сети.